# Смукалници
Смукалниците или метилите (Trematoda) са клас плоски червеи с неначленено тяло. Всички представители са ендопаразити. Имат плоско тяло, с големина от няколко милиметра до 6 cm.

## Устройство
За представителите е характерно наличието на сложни мускулни образувания наречени смукала. Те се използват за залавяне за гостоприемника. Биват устно и коремно. При някои представители е възможно устното да липсва или е слабо развито. При трети в задната част се образува прикрепителен диск снабден с 1 до 6 смукала и хитинови кукички. Тялото е обвито с кутикула. Върху нея често се развиват и кутикуларни шипчета, служещи за залавяне на паразита.
Под кутикулата се намира обвивка наречена тегумент. Под него има слоеве диагонални и надлъжни мускулни влакна. Вътрешността е изпълнена от паренхим. В него се намират хемоцити, които фагоцитират непотребните вещества и ги пренасят към протонефридиите. В паренхима се отлага гликоген, който изпълнява съществена роля при анаеробното дишане на организма. Храносмилателната система е изградена от уста, мускулеста глътка, къс хранопровод и сляпо двуклонесто черво. Отделителната система е представена от силно разклонени тръбички разположени в паренхима. Отпадъчните вещества навлизат в тръбичките и след това се изливат в два главни отделителни канала. Събират се и се отварят с общ отвор в задния край на тялото. Нервната система се състои от двойка ганглии, разположени около хранопровода, два дълги нервни ствола и нерви. Имат кожни рецептори.
Представителите на класа са хермафродитни животни. Женската полова система се състои от силно развит яйчник. От него излиза яйцепровод, който преминава в семенник.